# Міжнародна асоціація педагогів
Міжнародна асоціація педагогів (з анг. International Association of Educators) - міжнародна освітня організація, спрямована на розробку нових педагогічних методів і альтернативних мов для мультикультурного спілкування та взаєморозуміння. Заснована у місті Чикаго, Сполучені штати Америки, 18 вересня 2002 року. Асоціація забезпечує глобальні комунікаційні сфери для своїх членів з 46 різних країн і 1250 різних університетів, щоб сприяти миру у всьому світі через освіту. До членів Міжнародної асоціації педагогів входять українські вчені: Оксана Заболотна та журналіст, кандидат наук із соціальних комунікацій Юлія Сазонова

## Освітні траєкторії та програми Асоціації
Асоціація просуває освітню теорію та практику в усьому світі через публікації, конференції, міжкультурні заходи, міжнародні проєкти, дослідження, онлайн-мережі та професійний розвиток. Крім того, Асоціація прагне визначити стандарти якості освітніх досліджень у таких програмах:
Екологічна освіта;
Розвиток і освіта дитини;
Освіта демократії та права людини;
Управління освітою;
Дослідження освітньої політики;
Навчальний план та інструктаж;
Навчальні технології;
Наукова освіта;
Математична освіта;
Початкова освіта;
Освіта образотворчого мистецтва;
Дошкільна освіта;
Спеціальна освіта;
Педагогічна освіта;
Керівництво та консультування в освіті;
Суспільствознавство (історія, географія, література);
Фізична культура і спортивне виховання;
Професійно-технічна освіта;
Іноземна мовна освіта;
Психологія освіти;
Освітнє вимірювання та оцінювання;
Вища освіта;
Релігійна освіта;
Філософія освіти;
Історія освіти;
Громадська освіта та навчання впродовж життя;
Музична освіта;
Інженерна освіта;

## Адміністративна рада
Міжнародною асоціацією педагогів керує виконавчий комітет, який обирається кожні 2 роки. Поточний президент - Мустафа Юнус Ер’яман (Гамбурзький університет).

## Члени Асоціації
Асоціація заохочує своїх членів проводити, публікувати, представляти та поширювати емпіричні дослідження, теоретичні твердження та філософські аргументи щодо поточних питань та майбутніх концепцій освітньої теорії та практики в міжкультурній комунікації, міжнародній політиці, вирішенні конфліктів, мультикультурній освіті та інші сфери, щоб зміцнити розуміння світового миру в академічній, професійній та непрофесійних сферах.
Серед членів Асоціації є інституційні організації: Косовська асоціація освітніх досліджень, Міжнародна асоціація якісних досліджень США, Турецька асоціація освітніх досліджень, Асоціація досліджень освіти Кіпру, а також індивідуальні члени, що представляють 46 різних країн (зокрема Іспанію, Італію, Данію, Португалію, Норвегію, Шотландію, Фінляндію,  Румунію, Туреччину, Польщу, Україну, Естонію, Хорватію, Канаду, США, Японію, Китай, Індію, Малайзію, Таїланд, Бразилію,  Колумбію, і 1250 різних університетів .

## Представники України в членах Асоціації
До членів Міжнародної асоціації педагогів входять українські вчені: Заболотна Оксана  та журналіст, кандидат наук із соціальних комунікацій Сазонова Юлія Олександрівна.

## Видавнича діяльність Асоціації
Асоціація спонсорує такі наукові журнали:
International Journal of Progressive Education, рецензований електронний журнал. Він використовує міждисциплінарний підхід до своєї загальної мети щодо сприяння відкритому та постійному діалогу про поточні проблеми освіти та майбутні концепції теорії та практики освіти в міжнародному контексті. Журнал надає своїм читачам дискусійний онлайн-форум для миттєвого написання коментарів до статей. Його спільно спонсорує Вища школа бібліотечних та інформаційних наук Університету Іллінойсу в Урбана-Шампейн і виходить тричі на рік чотирма різними мовами; китайська, турецька, іспанська та англійська. Поточний головний редактор — Чень Сіньрень (Нанкінський університет, Китай).
Educational Policy Analysis and Strategic Research  (тур. Eğitimde Politika Analizleri ve Stratejik Araştırmalar Dergisi), рецензований науковий журнал. Журнал виходить англійською та турецькою мовами. Журнал охоплює освітню політику та оцінку, стратегічні дослідження та планування, постмодернізм, глобалізацію та освіту. Журнал засновано у 2006 році. Головними редакторами є Ніхат Гюрел Кахведі (Стамбульський університет) та Мехмет Дурду Карслі (Університет Східного Середземномор’я).